# Handebol nos Jogos Pan-Americanos de 2015 - Feminino
O torneio feminino de handebol nos Jogos Pan-Americanos de 2015 foi realizado entre 16 e 24 de julho no Centro de Exposições. Oito equipes participaram do evento.
A equipe vencedora classificou-se para os Jogos Olímpicos de 2016, no Rio de Janeiro. Caso o Brasil ficasse com a medalha de ouro, a vaga seria destinada a seleção vice-campeã.

## Medalhistas
|  | BRA Brasil |  | ARG Argentina |  | URU Uruguai |
|  | Alexandra Nascimento Samira Rocha Daniela Piedade Amanda Andrade Tamires Araújo Fernanda da Silva Ana Paula Rodrigues Jéssica Quintino Bárbara Arenhart Francielle da Rocha Mayssa Pessoa Elaine Barbosa Jaqueline Anastácio Célia Coppi Deonise Fachinello |  | Marisol Carratú Lucía Haro Manuela Pizzo Luciana Salvado Rocío Campigli Amelia Belotti Luciana Mendoza Victoria Crivelli Antonella Gambino Valentina Kogan Valeria Bianchi Antonela Mena Macarena Sans Macarena Gandulfo Elke Karsten |  | Eliana Falco Soledad Faedo Martina Barreiro Alejandra Scarrone Camila Vázquez Camila Barreiro Leticia Schinca Alejandra Ferrari Viviana Ferrari Paula Fynn Iara Grosso Daniela Scarrone Paola Santos Patricia Re Aquines Federica Cura |

## Formato
As oito equipes foram divididas em dois grupos de quatro equipes. Cada equipe enfrentou as outras no mesmo grupo, totalizando três jogos. As duas primeiras colocadas de cada grupo se classificaram as semifinais e as restantes para jogos de definição do quinto ao oitavo lugar. Nas semifinais, as vencedoras disputaram a medalha de ouro e as perdedoras a de bronze.

## Primeira fase
|  | Equipes classificadas à fase final            |
|  | Equipes classificadas à disputa de 5–8º lugar |

Todas as partidas seguem o fuso horário local (UTC-5).

### Grupo A
| Seleção        | P | J | V | E | D | GP  | GC | SG  |
| -------------- | - | - | - | - | - | --- | -- | --- |
| BRA Brasil     | 6 | 3 | 3 | 0 | 0 | 120 | 52 | +68 |
| MEX México     | 4 | 3 | 2 | 0 | 1 | 83  | 86 | –3  |
| PUR Porto Rico | 1 | 3 | 0 | 1 | 2 | 72  | 98 | –26 |
| CAN Canadá     | 1 | 3 | 0 | 1 | 2 | 55  | 94 | –39 |

| 16 de julho 11:30 | Brasil              | 38 – 21   | Porto Rico | Centro de Exposições, Toronto Árbitros: Paolantoni, Zanikian |
| 16 de julho 11:30 | Nascimento, Silva 7 | (15–10)   | Ceballos 7 | Centro de Exposições, Toronto Árbitros: Paolantoni, Zanikian |
| 16 de julho 11:30 | 2× 3×               | Relatório | 5× 2×      | Centro de Exposições, Toronto Árbitros: Paolantoni, Zanikian |

| 16 de julho 13:30 | México              | 25 – 22   | Canadá   | Centro de Exposições, Toronto Árbitros: Lemes, Sosa |
| 16 de julho 13:30 | Aguirre, Saavedra 4 | (14–10)   | Lochet 5 | Centro de Exposições, Toronto Árbitros: Lemes, Sosa |
| 16 de julho 13:30 | 4× 3×               | Relatório | 4× 2×    | Centro de Exposições, Toronto Árbitros: Lemes, Sosa |

| 18 de julho 11:30 | Canadá     | 12 – 48   | Brasil       | Centro de Exposições, Toronto Árbitros: Zuñiga, Reyes |
| 18 de julho 11:30 | Routhier 6 | (5–26)    | Nascimento 9 | Centro de Exposições, Toronto Árbitros: Zuñiga, Reyes |
| 18 de julho 11:30 | 2×         | Relatório | 3× 2×        | Centro de Exposições, Toronto Árbitros: Zuñiga, Reyes |

| 18 de julho 13:30 | Porto Rico          | 30 – 39   | México  | Centro de Exposições, Toronto Árbitros: Minore, Marina |
| 18 de julho 13:30 | Cabrera, Ceballos 6 | (17–14)   | Rocha 6 | Centro de Exposições, Toronto Árbitros: Minore, Marina |
| 18 de julho 13:30 | 9× 3× 1×            | Relatório | 3×      | Centro de Exposições, Toronto Árbitros: Minore, Marina |

| 20 de julho 11:30 | Porto Rico | 21 – 21   | Canadá  | Centro de Exposições, Toronto Árbitros: Paolantoni, Zanikian |
| 20 de julho 11:30 | Ceballos 7 | (10–7)    | Perry 7 | Centro de Exposições, Toronto Árbitros: Paolantoni, Zanikian |
| 20 de julho 11:30 | 3× 2×      | Relatório | 5× 2×   | Centro de Exposições, Toronto Árbitros: Paolantoni, Zanikian |

| 20 de julho 13:30 | Brasil       | 34 – 19   | México      | Centro de Exposições, Toronto Árbitros: Lemes, Sosa |
| 20 de julho 13:30 | Nascimento 8 | (19–12)   | Jaramillo 3 | Centro de Exposições, Toronto Árbitros: Lemes, Sosa |
| 20 de julho 13:30 | 1× 3×        | Relatório | 1× 3×       | Centro de Exposições, Toronto Árbitros: Lemes, Sosa |

### Grupo B
| Seleção       | P | J | V | E | D | GP | GC | SG  |
| ------------- | - | - | - | - | - | -- | -- | --- |
| ARG Argentina | 4 | 3 | 2 | 0 | 1 | 75 | 60 | +15 |
| URU Uruguai   | 4 | 3 | 2 | 0 | 1 | 80 | 74 | +6  |
| CUB Cuba      | 4 | 3 | 2 | 0 | 1 | 83 | 83 | 0   |
| CHI Chile     | 0 | 3 | 0 | 0 | 3 | 69 | 90 | –21 |

| 16 de julho 18:30 | Argentina | 20 – 15   | Uruguai       | Centro de Exposições, Toronto Árbitros: Pinto, Menezes |
| 16 de julho 18:30 | Mendoza 6 | (13–7)    | M. Barreiro 9 | Centro de Exposições, Toronto Árbitros: Pinto, Menezes |
| 16 de julho 18:30 | 2× 3×     | Relatório | 5× 3×         | Centro de Exposições, Toronto Árbitros: Pinto, Menezes |

| 16 de julho 20:30 | Chile                | 25 – 28   | Cuba      | Centro de Exposições, Toronto Árbitros: Guzman, Pérez |
| 16 de julho 20:30 | Feuchtmann, Torres 5 | (11–14)   | Lusson 10 | Centro de Exposições, Toronto Árbitros: Guzman, Pérez |
| 16 de julho 20:30 | 5× 2×                | Relatório | 7× 1×     | Centro de Exposições, Toronto Árbitros: Guzman, Pérez |

| 18 de julho 18:30 | Cuba      | 27 – 25   | Argentina | Centro de Exposições, Toronto Árbitros: Gjeding, Hansen |
| 18 de julho 18:30 | Lusson 14 | (14–13)   | Mendoza 8 | Centro de Exposições, Toronto Árbitros: Gjeding, Hansen |
| 18 de julho 18:30 | 8× 1×     | Relatório | 2× 3×     | Centro de Exposições, Toronto Árbitros: Gjeding, Hansen |

| 18 de julho 20:30 | Uruguai                                | 32 – 26   | Chile    | Centro de Exposições, Toronto Árbitros: Paolantoni, Zanikian |
| 18 de julho 20:30 | A. Scarrone, C. Barreiro, V. Ferrari 5 | (15–10)   | Flores 5 | Centro de Exposições, Toronto Árbitros: Paolantoni, Zanikian |
| 18 de julho 20:30 | 4× 3×                                  | Relatório | 7× 2×    | Centro de Exposições, Toronto Árbitros: Paolantoni, Zanikian |

| 20 de julho 18:30 | Uruguai        | 33 – 28   | Cuba     | Centro de Exposições, Toronto Árbitros: Minore, Marina |
| 20 de julho 18:30 | C. Barreiro 10 | (13–12)   | Lusson 9 | Centro de Exposições, Toronto Árbitros: Minore, Marina |
| 20 de julho 18:30 | 4×             | Relatório | 5× 2×    | Centro de Exposições, Toronto Árbitros: Minore, Marina |

| 20 de julho 20:30 | Argentina | 30 – 18   | Chile                       | Centro de Exposições, Toronto Árbitros: Zuñiga, Reyes |
| 20 de julho 20:30 | Mendoza 6 | (15–10)   | Miño, Feuchtmann, Musalem 3 | Centro de Exposições, Toronto Árbitros: Zuñiga, Reyes |
| 20 de julho 20:30 | 1× 3×     | Relatório | 3× 4×                       | Centro de Exposições, Toronto Árbitros: Zuñiga, Reyes |

## Fase final

### Classificação 5º–8º lugar
|  | Classificação 5º–8º lugar | Classificação 5º–8º lugar |    |                     | 5º lugar            | 5º lugar |  |
|  |                           |                           |    |                     |                     |          |  |
|  | 22 de julho – 11:00       |                           |    |                     |                     |          |  |
|  | Porto Rico                | 36                        |    |                     |                     |          |  |
|  | Chile                     | 34                        |    |                     |                     |          |  |
|  |                           |                           |    |                     |                     |          |  |
|  |                           |                           |    |                     | 24 de julho – 13:00 |          |  |
|  |                           |                           |    |                     | Porto Rico          | 27       |  |
|  |                           | Cuba                      | 40 |                     |                     |          |  |
|  |                           |                           |    |                     |                     |          |  |
|  |                           |                           |    |                     |                     |          |  |
|  |                           |                           |    |                     | 7º lugar            |          |  |
|  | 22 de julho – 18:00       | 22 de julho – 18:00       |    | 24 de julho – 10:30 | 24 de julho – 10:30 |          |  |
|  | Canadá                    | 20                        |    | Chile               | 20                  |          |  |
|  | Cuba                      | 30                        |    |                     | Canadá              | 27       |  |

| 22 de julho 11:00 | Porto Rico  | 36 – 34   | Chile      | Centro de Exposições, Toronto Árbitros: Paolantoni, Zanikian |
| 22 de julho 11:00 | Ceballos 11 | (21–18)   | Ceballos 6 | Centro de Exposições, Toronto Árbitros: Paolantoni, Zanikian |
| 22 de julho 11:00 | 2×          | Relatório | 3× 2×      | Centro de Exposições, Toronto Árbitros: Paolantoni, Zanikian |

| 22 de julho 18:00 | Canadá     | 20 – 30   | Cuba     | Centro de Exposições, Toronto Árbitros: Lemes, Sosa |
| 22 de julho 18:00 | Routhier 5 | (7–18)    | Lusson 9 | Centro de Exposições, Toronto Árbitros: Lemes, Sosa |
| 22 de julho 18:00 | 2× 3×      | Relatório | 5× 4×    | Centro de Exposições, Toronto Árbitros: Lemes, Sosa |

### Semifinais
|  | Semifinais          | Semifinais          |    |                     | Final               | Final |  |
|  |                     |                     |    |                     |                     |       |  |
|  | 22 de julho – 13:30 |                     |    |                     |                     |       |  |
|  | Brasil              | 40                  |    |                     |                     |       |  |
|  | Uruguai             | 22                  |    |                     |                     |       |  |
|  |                     |                     |    |                     |                     |       |  |
|  |                     |                     |    |                     | 24 de julho – 20:00 |       |  |
|  |                     |                     |    |                     | Brasil              | 25    |  |
|  |                     | Argentina           | 20 |                     |                     |       |  |
|  |                     |                     |    |                     |                     |       |  |
|  |                     |                     |    |                     |                     |       |  |
|  |                     |                     |    |                     | 3º lugar            |       |  |
|  | 22 de julho – 20:30 | 22 de julho – 20:30 |    | 24 de julho – 17:30 | 24 de julho – 17:30 |       |  |
|  | México              | 16                  |    | Uruguai             | 29                  |       |  |
|  | Argentina           | 27                  |    |                     | México              | 21    |  |

| 22 de julho 13:30 | Brasil  | 40 – 22   | Uruguai       | Centro de Exposições, Toronto Árbitros: Guzmán, Pérez |
| 22 de julho 13:30 | Silva 8 | (18–11)   | A. Scarrone 8 | Centro de Exposições, Toronto Árbitros: Guzmán, Pérez |
| 22 de julho 13:30 | 5× 3×   | Relatório | 2× 3×         | Centro de Exposições, Toronto Árbitros: Guzmán, Pérez |

| 22 de julho 20:30 | México                 | 16 – 27 | Argentina | Centro de Exposições, Toronto Árbitros: Gjeding, Hansen |
| 22 de julho 20:30 | Jaramillo, Sifuentes 4 | (6–11)  | Pizzo 7   | Centro de Exposições, Toronto Árbitros: Gjeding, Hansen |
| 22 de julho 20:30 | Relatório              |         |           | Centro de Exposições, Toronto Árbitros: Gjeding, Hansen |

### Disputa pelo 7º lugar
| 24 de julho 10:30 | Chile  | 20 – 27   | Canadá             | Centro de Exposições, Toronto Árbitros: Paolantoni, Zanikian |
| 24 de julho 10:30 | Miño 5 | (10–14)   | Lochet, Laplante 4 | Centro de Exposições, Toronto Árbitros: Paolantoni, Zanikian |
| 24 de julho 10:30 | 3×     | Relatório | 3× 2×              | Centro de Exposições, Toronto Árbitros: Paolantoni, Zanikian |

### Disputa pelo 5º lugar
| 24 de julho 13:00 | Porto Rico                  | 27 – 40   | Cuba             | Centro de Exposições, Toronto Árbitros: Pinto, Menezes |
| 24 de julho 13:00 | Hiraldo, Maldonado, Natal 5 | (14–20)   | Reyes, Barrios 7 | Centro de Exposições, Toronto Árbitros: Pinto, Menezes |
| 24 de julho 13:00 | 2×                          | Relatório | 6× 1×            | Centro de Exposições, Toronto Árbitros: Pinto, Menezes |

### Disputa pelo bronze
| 24 de julho 17:30 | Uruguai        | 29 – 21   | México     | Centro de Exposições, Toronto Árbitros: Zuñiga, Reyes |
| 24 de julho 17:30 | M. Barreiro 11 | (11–8)    | Saavedra 7 | Centro de Exposições, Toronto Árbitros: Zuñiga, Reyes |
| 24 de julho 17:30 | 2× 3×          | Relatório | 6× 2×      | Centro de Exposições, Toronto Árbitros: Zuñiga, Reyes |

### Final
| 24 de julho 20:00 | Brasil       | 25 – 20 | Argentina          | Centro de Exposições, Toronto Árbitros: Lemes, Sosa |
| 24 de julho 20:00 | Nascimento 6 | (12–12) | Mendoza, Karsten 5 | Centro de Exposições, Toronto Árbitros: Lemes, Sosa |
| 24 de julho 20:00 | 5× 3×        | Fonte   | 2× 3×              | Centro de Exposições, Toronto Árbitros: Lemes, Sosa |

| Brasil | Argentina |

## Classificação final
| Pos.              | Equipe         | Campanha | Campanha | Campanha |
| Pos.              | Equipe         | V        | E        | D        |
| ----------------- | -------------- | -------- | -------- | -------- |
| Medalha de ouro   | BRA Brasil     | 5        | 0        | 0        |
| Medalha de prata  | ARG Argentina  | 3        | 0        | 2        |
| Medalha de bronze | URU Uruguai    | 3        | 0        | 2        |
| 4                 | MEX México     | 2        | 0        | 3        |
| 5                 | CUB Cuba       | 4        | 0        | 1        |
| 6                 | PUR Porto Rico | 1        | 1        | 3        |
| 7                 | CAN Canadá     | 1        | 1        | 3        |
| 8                 | CHI Chile      | 0        | 0        | 5        |